# Ignacio Marín Blasco
Ignacio Marín Blasco (? - † 13 de abril de 1940) fue alcalde del municipio valenciano de la Villa de Altura (provincia de Castellón, Comunidad Valenciana, España) desde marzo de 1937 hasta septiembre de 1938, así como Consejero de la Organización Sindical CNT. Fue represaliado por el franquismo, siendo fusilado el 13 de abril de 1940 en Castellón de la Plana.
En el año 2015, el consistorio alturano rindió homenaje a los 26 alcaldes de la Villa de Altura desde 1895, entre los que se incluye a Ignacio Marín Blasco. Los familiares de los alcaldes ya fallecidos recogieron en su nombre las placas conmemorativas que se prepararon para la ocasión.

## Biografía
Ignacio era de Altura. Era labrador y tenía 39 años cuando fue asesinado.
Fue elegido alcalde el 18 de marzo de 1937, tal y como consta en las actas del Consejo Municipal. “En la villa de Altura, a las veintiuna horas del día dieciocho de Marzo de mil novecientos treinta y siete, se reunieron en sesión extraordinaria, en la Casa Consistorial los vecinos de esta villa: Ignacio Marín Blasco, Jesús Salvador Cebrián, Manuel Pérez García y Luis Ors Arbonés, propuestos por la Confederación Nacional de Trabajadores (C.N.T.); José María Járrega Pérez, Ernesto Eixarch Balmes, José González Pérez y Juan Lozano Cabo, propuestos por la Unión General de Trabajadores (U.G.T.), y Juan Rodríguez Ten y José Ibáñez Santamaría, propuestos por el Partido de Izquierda Republicana (I.R.), para representar en el Consejo Municipal de esta Villa a sus Organizaciones y Partidos referidos, cuya propuesta ha aprobado el Gobierno Civil de la provincia, en escrito de 259 de fecha tres del actual, bajo la Presidencia del camarada Ignacio Marín Blasco, que hasta ahora ha venido desempeñando el cargo de Delegado de Guerra del Consejo de Defensa y Economía, quien manifestó que el objeto de la presente era constituir con todos los presentes el Consejo Municipal de esta localidad, según determina el decreto del Ministerio de la Gobernación de cuatro de enero último y el oficio antes citado, a los que dio lectura íntegra, así como al oficio del Gobierno Civil de cinco de febrero último en el que se autoriza para designar un miembro más de los que marca la Ley, y enteradas, y dado por todos su conformidad a dichas designaciones, el Presidente los dio por posesionados. Seguidamente, se procedió a la elección de Alcalde y, verificado el escrutinio, resultó elegido por nueve votos, contra uno en blanco, el camarada Ignacio Marín Blasco, quien continuó en la Presidencia en señal de toma de posesión”.